# Heinersdorf (Seßlach)
Heinersdorf ist ein Gemeindeteil der Stadt Seßlach im oberfränkischen Landkreis Coburg in Bayern.

## Geografie
Die Einöde liegt etwa 1,2 Kilometer südlich von Seßlach an der Rodach.

## Geschichte
Die erste Nennung war im Jahr 1071 als „Heinrichsdorf“. 1272 trat das Kloster Langheim „Heinrichesdorf“, ein Geschenk von Hermann von Orlamünde, an das Bistum Bamberg ab. 1412 erhielt Erhard von Lichtenstein einen halben Zehnt zu „Heynerstorff“. Bis Ende des 18. Jahrhunderts war Heinersdorf in Besitz der reichsfreien Herren von Lichtenstein. Ihnen folgten die von Bibra. 1840 lebten zwei Familien in dem Ort, der aus drei geschlossenen Gütern mit 116 Morgen Grundstücken bestand.
Nach dem Gemeindeedikt von 1818 wurde Heinersdorf zusammen mit Heilgersdorf, Setzelsdorf, Trammershof und Wiesen zu der Gemeinde Heilgersdorf zusammengefügt. 1862 folgte die Eingliederung der Landgemeinde in das neu geschaffene bayerische Bezirksamt Ebern.
Im Jahr 1871 zählte Heinersdorf dreizehn Einwohner, drei Häuser, von denen eins unbewohnt war, mit zwölf Gebäuden. Die zuständige evangelische Pfarrei und Schule befand sich im 3,0 Kilometer entfernten Heilgersdorf, die katholische Pfarrei im 1,5 Kilometer entfernten Seßlach. Der Ort bestand aus zwei Höfen und einer Mühle. Im Jahr 1900 umfasste die Landgemeinde Heilgersdorf mit ihren fünf Orten eine Fläche von 945,82 Hektar, 500 Einwohner, von denen 467 evangelisch waren, und 89 Wohngebäude. In dem Weiler Heinersdorf lebten elf Personen in zwei Wohngebäuden. 1925 hatte die Einöde Heinersdorf neun Einwohner und zwei Wohngebäude und 1950 zwölf Einwohner. 1970 und 1987 zählte die Einöde dreizehn bzw. acht Einwohner sowie zwei Wohngebäude mit je einer Wohnung.
Am 1. Juli 1972 wurde der unterfränkische Landkreis Ebern aufgelöst. Seitdem gehört Heinersdorf zu dem Landkreis Coburg. Im Zuge der bayerischen Gebietsreform verlor Heilgersdorf am 1. Mai 1978 seine Selbstständigkeit als Gemeinde und wurde, wie sein Ortsteil Heinersdorf, ein Gemeindeteil der Stadt Seßlach.